# 邱茂德
邱茂德（1942年9月26日—）為台灣逢甲大學水利工程與資源保育學系教授，桃園市中壢區出身。

## 生平事蹟
茂德先生，桃園市中壢區人，中壢高中、逢甲工商學院水利工程學系第二屆榜首畢業，留任於逢甲水利系助教。之後，申請公費留學，赴荷蘭國際水利暨環境工程學院及荷蘭戴富德大學水資源工程領域攻讀碩士。
回任逢甲水利系擔任專任講師、副教授，爾後接任教務處課務組、註冊組長任等行政職位。